# Skiläuferdenkmal

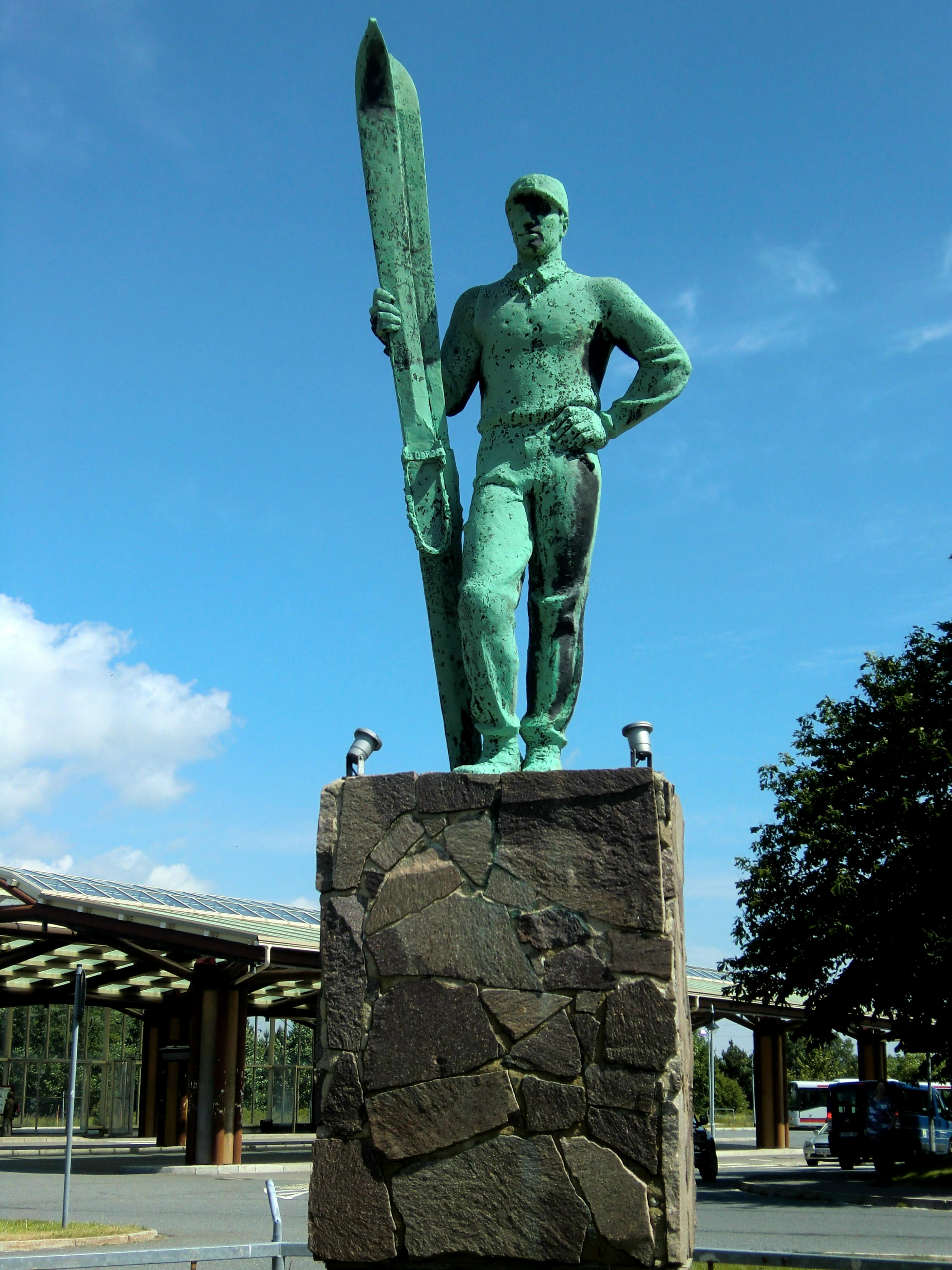
Skiläuferdenkmal in Altenberg (2014)

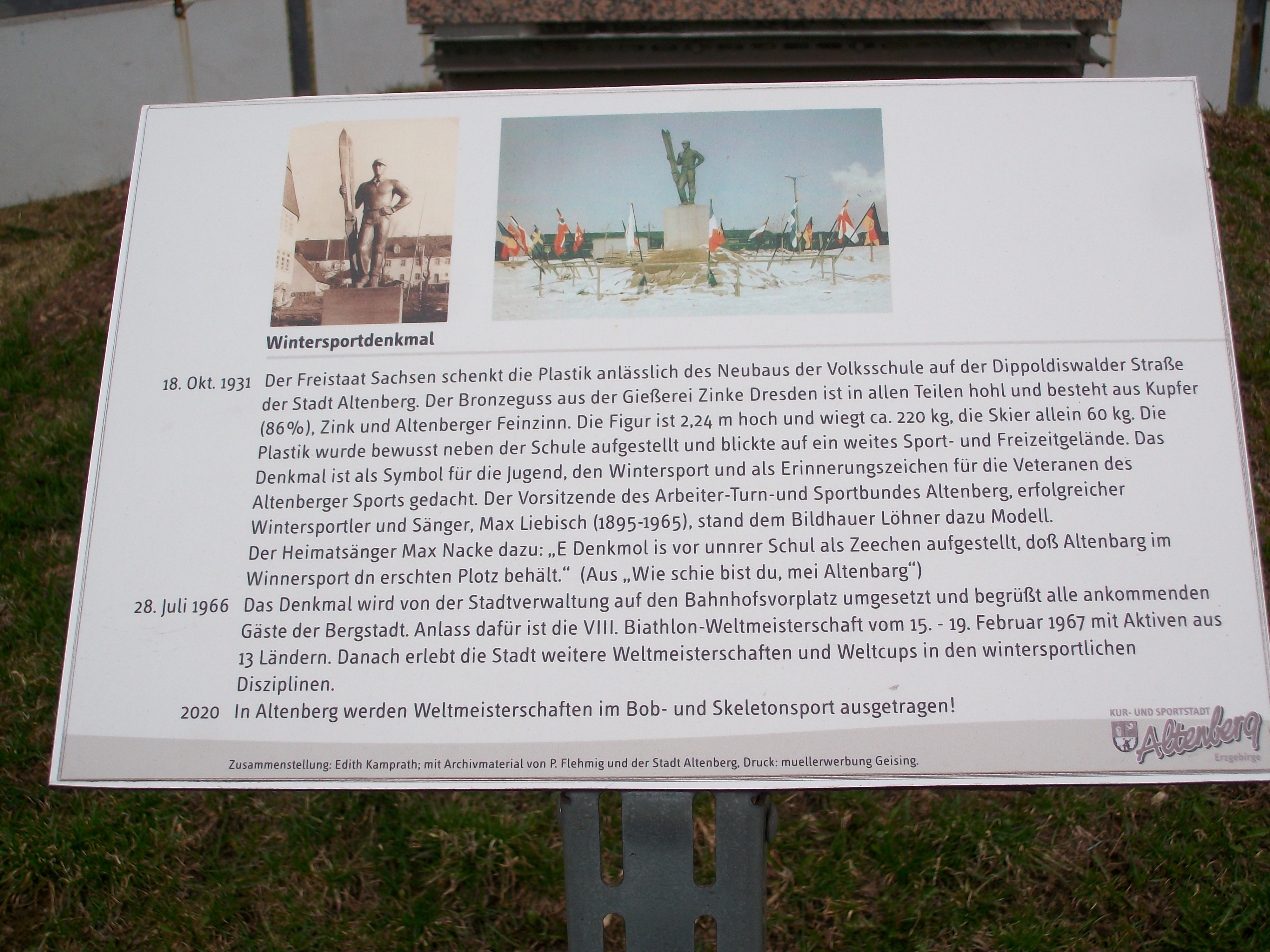
Informationstafel am Skiläuferdenkmal

Das Skiläuferdenkmal (auch Wintersportdenkmal) ist ein 1931 errichtetes Denkmal in der Stadt Altenberg (Erzgebirge) im Landkreis Sächsische Schweiz-Osterzgebirge im Freistaat Sachsen. Das Denkmal soll die Bedeutung Altenbergs als Wintersportzentrum im Osterzgebirge dokumentieren.

## Standort
Das Denkmal mit ursprünglichem Standort neben der Volksschule an der Dippoldiswalder Straße steht seit 1966 als Begrüßung der mit Bus oder Bahn anreisenden Gäste am Altenberger Bahnhof.

## Geschichte
Das Denkmal wurde im Auftrag der Stadt Altenberg geschaffen und mit einer schlichten Feier im Oktober 1931 enthüllt. Es stellt einen mit 2,24 m etwas überlebensgroßen Skiläufer aus Bronze dar und war zum Zeitpunkt der Errichtung das erste seiner Art in Deutschland. Bei seiner Weiherede wies der Bürgermeister Just auf die Bedeutung auf die Bedeutung Altenbergs für den Skisport. Anschließend würdigte der Kreisvorsitzende des Sächsischen Skiverbandes Karl Barthel-Dresden die Bedeutung des Skilaufens als Volks- und Erholungssport.
Im Zweiten Weltkrieg entging dieses Denkmal den Einschmelzaktivitäten zur Förderung der Rüstungsindustrie und überstand auch den Bombenangriff auf Altenberg im Mai 1945.
Der Bildhauer des Denkmals war Rudolf Löhner aus Dresden. Modell stand ihm der Wintersportler und Sänger Max Liebisch (1895–1965). Dieser wurde im Oktober 1933 als bisheriger Gemeindeaufseher von den Nationalsozialisten aufgrund des Gesetzes zur Wiederherstellung des Berufsbeamtentums entlassen.
Die Ausführung des Bronzegusses übernahm die Gießerei Zinke in Dresden.
Bei den Deutschen und Heeresskimeisterschaften im Dezember 1936 diente das Skiläuferdenkmal als Start- und Zielpunkt verschiedener Wettkämpfe und Siegerehrungen wurden am Denkmal vorgenommen.

## Denkmalbeschreibung
Skulptur eines Skiläufers, gestalterische Relevanz, seit 2019 zugehörig zur Pufferzone des UNESCO-Welterbes »Montanregion Erzgebirge/Krušnohoři«, leicht überlebensgroßer Skifahrer mit aufgestützten Skiern als Galvanoplastik auf Betonsockel, insgesamt etwa 4 m hoch; regionaltypisches Sujet, bodenständig gefärbter Realismus.